# Игуманија Јелена (Јокић)
Јелена (световно Јела Јокић; Клење, код Богатића, 5. август 1903 — Манастир Драча, 26. новембар 1971) била је српска игуманија Манастира Жиче и Драче.

## Биографија
Игуманија Јелена (Јокић) рођена је 5. августа 1903. године у селу Клењу, код Богатића, од врло побожних родитеља Симеона и Томаније. На крштењу је добила име Јела.
Завршила је основну школу у Клењу, а вишу мачванску школу у Богатићу 2. фебруара 1918. године. У Манастир Ново Хопово на Фрушкој гори, долази 4. августа 1922. године код руске игуманије мати Катарине и њеног сестринства.
Замонашена је 29. априла 1927. године у Манастиру Поганово код Димитровграда, од стране епископа нишкога Доситеја Васића, добивши име Јелена гдје је истог дана постављена за игуманију.
Мати Јелена долази у епархију шабачко-ваљевска у Манастир Троношу, са својим сестринством 1927. године. Била је старешина Манастира Ћелије код Ваљева, у периоду од 1928. до 1933. године.
У Манастир Враћевшницу код Горњег Милановца, долази 2. јула 1937. године где бива произведена за игуманију и ту остане све до 12. новембра 1951. године када цело сестринство са мати Јеленом прелази у Манастир Жичу код Краљева, где прима управу манастира.
У Манастир Драча, долази 23. јуна 1958. године где је одлуком епископа шумадијскога Саве Вуковића, постављена за прву игуманију. Упокојила се у Господу 26. новембра 1971. године у Манастиру Драчи где је сахрањена.